# Grósz Andor
Grósz Andor nyugállományú orvos dandártábornok, professor emeritus, a Magyarországi Zsidó Hitközségek Szövetsége elnöke, a Szegedi Tudományegyetem Általános Orvostudományi Kar, Repülő- és Űrorvosi Tanszék tanára.

### Családi háttér
Régi ortodox zsidó családban született. Édesapja Grósz Sándor holokauszt túlélő, édesanyja Tóth Terézia, húga Grósz Katalin zongoratanárnő. Apai nagyapja Grósz Dániel neves mezőgazdasági gépkereskedő volt. Apai nagybátyja Grósz Dávid győri nyomdatulajdonos.

### Tanulmányai
1957-1966 között a Bartók Béla Zenei Általános Iskolában, majd 1966-1970 között a Révai Miklós Gimnáziumban tanult Győrött. A szentpétervári Kirov Katonaorvosi Akadémia, Általános Orvostudományi Kar, repülő- és űrorvosi szakán 1977-ben általános orvosi diplomát szerzett.
1985-ben szemészeti, 1989-ben repülőorvostan, 2008-ban foglalkozás-orvostan szakvizsgát tett. 2000-ben egészségügyi menedzser diplomát szerzett a Semmelweis Egyetemen.
1991-től az orvostudomány kandidátusa, 1992-ben PhD tudományos fokozatot szerez. 1998-ban habilitál a Zrínyi Miklós Nemzetvédelmi Egyetemen.

### Karrier
1977-78-ban repülést biztosító orvos a Szentkirályszabadja-i Helikopter Ezrednél, ezt követően 1983-ig ezred segélyhely parancsnok, egészségügyi szolgálatfőnök a Börgöndi Helikopter Ezredben. 1983-tól 1997-ig a kecskeméti Repülőorvosi Vizsgáló és Kutató Intézetben tölt be egyre felelősségteljesebb beosztásokat.
Vendégelőadó 1996-1997-ben a Semmelweis Orvostudományi Egyetemen, valamint 1996-2000 között a Haynal Imre Egészségtudományi Egyetemen.
A Repülőorvosi Kutató Osztály osztályvezető-főorvosa 1997-2005 között, a Magyar Honvédség repülő-főszakorvosa 1997-től 2013-ig. A Magyar Honvédség Kecskeméti Repülőkórház főigazgatója 2005-2007 között. A Magyar Honvédség katonai főigazgató helyettese 2007-től 2013-ig majd egészségügyi főnök 2013 végéig.
A Szegedi Tudomány Egyetem Általános Orvosi Kar (SZTE ÁOK) Repülő-és Űrorvosi Tanszék vezetője 2014 januárjától 2016 végéig, majd a tanszék tanáraként folytatja az oktatást. A Szegedi Tudományegyetem Rektori megbízottja űrkutatási fejlesztési kérdésekben. 2022-től Professzor Emeritus.
Tudományos közleményeinek száma meghaladja a kétszázat.

### Kitüntetések és díjak
- “Haza szolgálatáért érdemérem” bronz fokozata, 1982
- “Haza szolgálatáért érdemérem” ezüst fokozata, 1986
- Szolgálati érdemérem 10 év után, 1987
- Tiszti szolgálati jel, II. fokozat, 1998
- I. osztályú szolgálati jel érdem után, 1999
- Tiszti szolgálati jel, I. fokozat, 2000
- Szolgálati Érdemjel arany fokozat, 2003
- A Magyar Köztársasági Érdemrend tisztikeresztje, 2008
- A Magyar Érdemrend középkeresztje, 2014

##### Díjak
- Papolczy emlékérem, 1988
- MTA Interkozmosz Tanácsa kitüntető oklevél: „Az űrkutatás területén végzett kiemelkedő tudományos munkássága elismerése jeléül”, 1991
- Műszaki és Természettudományi Egyesületek Szövetsége-díj, 2000
- Batthyány-Strattmann László-díj, 2004
- Kecskemét Felsőoktatásáért és Tudományos Életéért Díj, 2004 (Kecskemét Megyei Jogú Várostól)
- Flór Ferenc díj, 2006
- Fonó Albert díj, 2007
- Merényi Scholtz Gusztáv díj, 2008
- Varga László díj, 2017
- Bay Zoltán díj 2022

### Testületi és egyesületi tagság
- A Nemzetközi Repülő- és Űrorvosi Akadémia (International Academy of Aviation and Space Medicine: IAASM) választott tagja (2003-tól)
- A Nemzetközi Űrakadémia (International Academy of Astronautics: IAA) levezelő tagja (2005-2008), rendes tagja (2009- től)
- Az Aerospace Medical Association (ASMA) – USA – Associate Fellow tag (2002-től)
- A NATO Tagországok Egészségügyi Főnökei Tanácsának (COMEDS) tagja (2013)
- A NATO Repülőorvosi Munkacsoportjának tagja (a Magyar Köztársaság képviselője, 1998-2013)
- Az International Society of Ocular Trauma (ISOT) tagja (1991-től)
- PIE – (PSYCHOPHYSIOLOGY IN ERGONOMICS) tag (1996-2000)
- A Magyar Honvédség Orvosi Tudományos Tanácsa tagja (A Repülőorvosi Szekció elnöke) (1997-2007)
- Magyar Asztronautikai Társaság, Elnökségi Tag (2000-2010)
- A Magyar Asztronautikai Társaság alelnöke (2007-2011)
- A Magyar Repülő- és Űrorvosi Társaság főtitkára (1997-2009)
- A Magyar Repülő- és Űrorvosi Társaság elnöke (2009-től)
- A Foglalkozás-orvostani Szakmai Kollégium titkára (2005-2009)
- Egészségügyi Szakmai Kollégium Foglalkozás-orvostani tanács tagja (2015-től)
- Nemzeti Vizsgabizottság Repülőorvosi szakvizsgabizottságának tagja (1996-tól)
- MTA Köztestületének tagja
- Orvosi Hetilap szerkesztő bizottságának tagja (2008-2015)
- A Honvédorvos szerkesztő bizottságának tagja (1997-től), főszerkesztő (2008-tól)
- A Magyar Katona- és Katasztrófa-orvostani Társaság tagja (1994-tól)
- A Közlekedéstudományi Egyesület tagja (2000-2008)
- A Magyar Szemészeti Társaság tagja (1979-től)
- A Magyar Látszerész Optometrista Kontaktológus Szövetség tagja (1980-2005)

##### Fontosabb társadalmi megbízatások
- Magyar Vívó Szövetség Elnökségi tagja (2012-től)
- Budapest Honvéd Sportegyesület elnökségi tagja (2012-től)
- Holocaust Dokumentációs Központ és Emlékgyűjtemény Közalapítvány Kuratóriumának Elnöke (2015-től)
- Magyarországi Zsidó Segély Alapítvány kuratóriumának elnöke (2023- tól)
- 1989-től a Kecskeméti Zsidó Hitközség elnöke, 2002-től a Magyarországi Zsidó Hitközségek Szövetségének (MAZSIHISZ) vezetőségi tagja. A Szövetség Közgyűlése 2023. május 14-én választotta meg elnöknek.

## Magánélete
Dr. Grósz Andor özvegy, feleségét Grósz-Straub Erikát a Magyar Honvédség alezredesét 2015-ben veszítette el. 2017-ben felesége emlékére megalapította a Grósz-Straub Erika Emlékdíjat, melyet a honvéd-egészségügyben tevékenykedő szakdolgozók kaphatnak kivételesen magas színvonalú munkásságuk és etikus magatartásuk elismeréseként. A díj évente egyszer, Semmelweis napon (július 1-jén) kerül átadásra.
Dr. Grósz Andornak két gyermeke van, Éva (1974) és Hanna Terézia (2000).
1. 1 2  PIM-névtér. (Hozzáférés: 2024. december 12.)